# …С участием Клары Румяновой
...С участием Клары Румяновой — советский фильм-концерт 1983 года с участием известной советской актрисы Кларой Румяновой.
В фильме звучат известные шлягеры персонажей, которых озвучила Клара Румянова. Среди них — Чебурашка из мультфильма «Крокодил Гена», мангуст Рикки из «Рикки-Тикки-Тави», Малыш из «Малыш и Карлсон», Мамонтёнок из «Мама для мамонтёнка», Заяц из «Ну, погоди!» и другие.

## Песни, звучащие в фильме
В фильме звучат следующие песни:
- «От улыбки станет всем теплей» (из м/ф «Крошка Енот» музыка — В. Шаинский, слова — М. Пляцковский);

- «Облака» (из м/ф «Трям! Здравствуйте!, музыка — В. Шаинский, слова — С. Козлов);

- «Песенка Элли и её друзей» (из м/ф «Волшебник Изумрудного города», музыка — И. Ефремов, слова — И. Токмакова);

- «Утраченная любовь» (музыка — А. Мажуков, слова — Н. Шумаков);

- «И лишь тогда она — любовь» (музыка — А. Галактионов, слова — М. Ляписова);

- «Песенка Чебурашки» (музыка — В. Шаинский, слова — Э. Успенский);

- «Песенка мамонтёнка» (из м/ф «Мама для мамонтёнка», музыка — В. Шаинский, слова — Д. Непомнящая);

- «Доброго пути» (из м/ф «Паровозик из Ромашкова», музыка — В. Юровский, слова — Г. Сапгир и Г. Цыферов).

Исполнители песен: Клара Румянова и хореографический ансамбль Дзержинского дома пионеров г. Москвы.